# Reichssicherheitsdienst
Der Reichssicherheitsdienst (RSD) war eine SS-Gliederung im Deutschen Reich zur Zeit des Nationalsozialismus, die für den Personenschutz Adolf Hitlers und später auch anderer hochrangiger Persönlichkeiten des NS-Regimes zuständig war. Der RSD existierte von 1935 bis 1945.

## Geschichte
Der Reichssicherheitsdienst wurde am 15. März 1933 als „Führerschutzkommando“ gegründet und am 1. August 1935 in „Reichssicherheitsdienst“ umbenannt. Seine Mitglieder bestanden zunächst aus Angehörigen der Bayerischen Polizei und nahmen die Personenschutzaufgaben für den Diktator nur innerhalb der bayerischen Landesgrenzen wahr. Außerhalb Bayerns wurde diese Aufgabe vom sogenannten SS-Begleitkommando des Führers, einer zunächst achtköpfigen Leibwächtergruppe, übernommen. Ab 1935 wurde der RSD als behördlicher Rahmen des „Begleitkommandos“ personell stark ausgebaut. Ab 1938 trugen die Angehörigen des RSD feldgraue SS-Uniformen.
Auf Beschluss des Oberkommandos der Wehrmacht erhielten die Mitglieder des RSDs nach Ausbruch des Zweiten Weltkrieges den Status von Offizieren der Wehrmacht, damit sie im Rahmen ihres Aufgabengebietes unkompliziert auf Personal und Gerät der Wehrmacht zurückgreifen konnten. Ihre offizielle Bezeichnung lautete ab 1939 „Reichssicherheitsdienst Gruppe Geheime Feldpolizei z. b. V.“.
Über die gesamte Zeit seines Bestehens war Johann Rattenhuber Leiter des Reichssicherheitsdienstes. Nach Hitlers Suizid am 30. April 1945 blieb Rattenhuber bis zum 1. Mai im Führerbunker und geriet anschließend in sowjetische Kriegsgefangenschaft.

## Organisation 1944
- Dienststelle 1: Führerschutzkommando, unter der Leitung von Peter Högl
- Dienststelle 2: Hermann Göring
- Dienststelle 3: Joachim von Ribbentrop
- Dienststelle 4: Heinrich Himmler
- Dienststelle 5: Joseph Goebbels
- Dienststelle 6: Wilhelm Frick
- Dienststelle 7: Hans Frank
- Dienststelle 8: München und Umgebung
- Dienststelle 9: Berchtesgaden und Umgebung
- Dienststelle 10: Arthur Seyss-Inquart
- Dienststelle 11: Josef Terboven
- Dienststelle 12: Karl Dönitz
- Dienststelle 13: Werner Best
- Dienststelle 14: Ernst Kaltenbrunner
- Dienststelle 17: Die Reichskanzlei

Quelle: 

## Angehörige des Reichssicherheitsdienstes
- Johann Bergmüller
- Ludwig Bergmüller
- Peter Högl
- Josef Jörg (1896–1964)
- Johann Küffner (1896–unbekannt)
- Franz Lutz (1893–unbekannt)
- Konrad Schmidbauer (1895–unbekannt)
- Ludwig Wurmannstätter